# Signos (revista)
Revista de poesía fundada 1986 por Leopoldo Alas, Luis Cremades, Mario Míguez y Daniel Garbade. Editado a principio por Ediciones Libertarias y El Observatorio, fue dirigido por Leopoldo Alas que hizo una brillante labor editorial. Fueron excepcionales los poemas que les entregaron los propios autores en un afán de crear unos ejemplares únicos que se han convertidos en piezas de colección muy buscados.

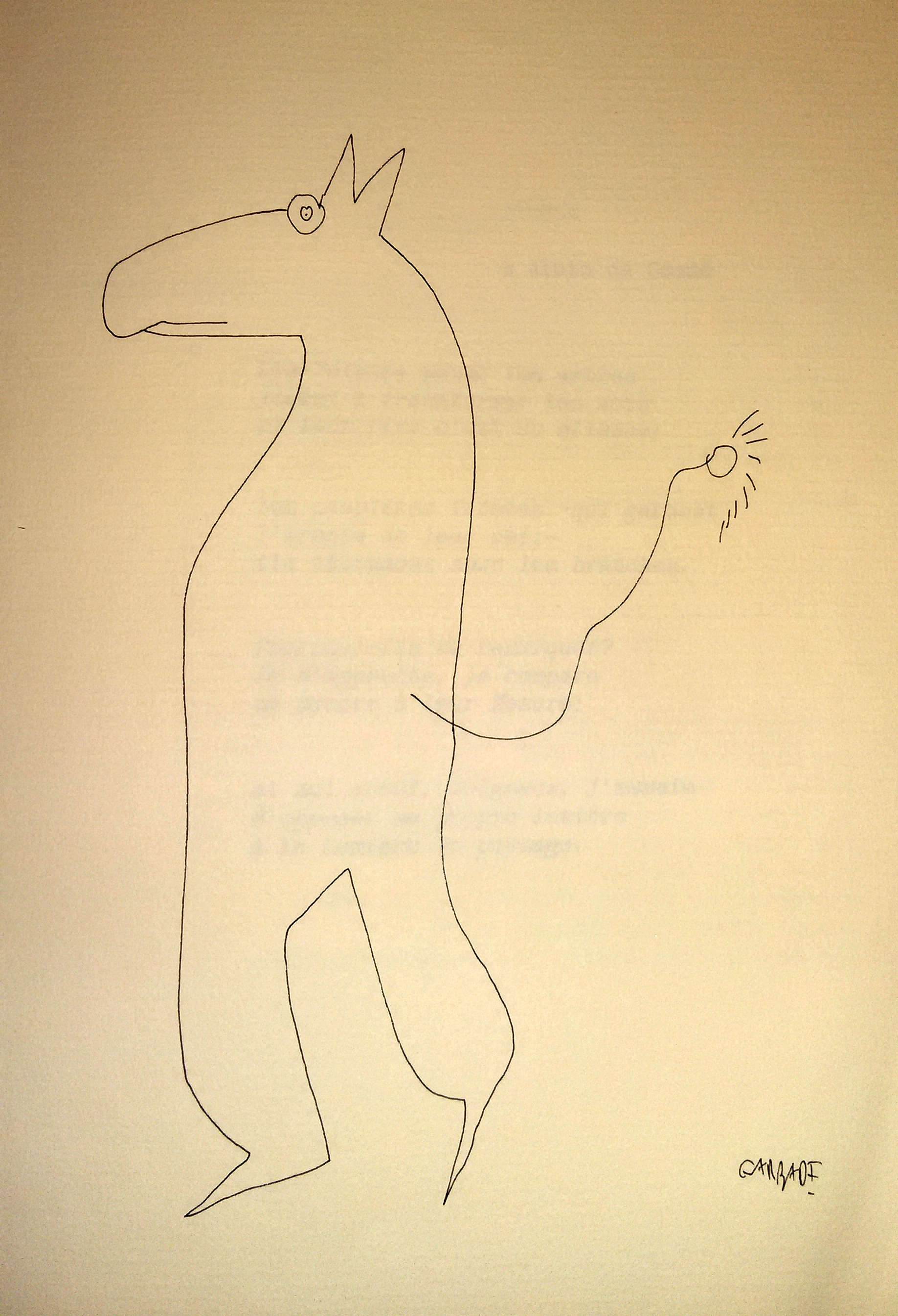
Dibujo original de Garbade en la primera entrega Signos

Después de su cierre en 1992, Signos se convirtió en una colección de poesía de exigente trayectoria dentro de la editorial Huerga y Fierro editores.

## Contenido
Revista dedicada a la poesía actual, con poemas inéditos de autores entonces noveles como Vicente Gallego, Ángel Petisme, Luis Cremades o Enric Benavent al lado de poetas más consagrados como: Jean Cocteau, Rafael Alberti, Vicente Núñez, Jaime Gil de Biedma, Edmundo de Ory, Ángel Guinda, Rainer Maria Rilke, Manuel Vázquez Montalbán, Leopoldo María Panero, Ana María Moix,, Pere Gimferrer, Manuel Pinillos, Vicente Molina Foix, Fernando Savater, Luis Antonio de Villena, Carlos Bousoño, Severo Sarduy, César Antonio Molina, Rafael Pérez Estrada, Ana Rossetti, Rafael Sánchez Ferlosio o Manuel Vilas.
Cada ejemplar contenía ilustraciones o en algunas ediciones un dibujo original. Sus autores eran pintores como Rafael Alberti, Roberto González Fernández, Daniel Garbade, Olga Klein, Igor Issacovitch o Chema Tato. Los originales fueron presentados junto con la revista en unas exposiciones, presentados por personalidades como Encarnita Polo, Álvaro Pombo o Fernando Savater en el Museo Reina Sofía, el Círculo de Bellas Artes o en Galerías como la Galería Imágenes de Madrid.

## Ediciones
- Signos 1,1987, con Rafael Alberti, José Infante, Vicente Molina Foix, Almudena Guzmán, Blanca Andreu, Francisco Brines, Luis Cremades,con dibujos originales de Daniel Garbade y Rafael Alberti , ISBN 84-86353-31-9
- Signos 3,1988, con Vicente Nuñez, César Antonio Molina, René Maria Rilke, entre otros y con dibujos originales de Olga Klein:ISBN 84 86353 -33-5
- Signos 4,1988, con Severo Sarduy, Luis Cremades, Mario Miguez,, Luis Eduardo Aute, entre otros, incluye: Aquellos nueve novísimos de Castellet, ISBN 84-7683-101-3
- Signos 5/6, 1989, con Rafael Inglada, Cesar Simón, José Antonio Mesa Torre, Fernando Savater, Angel Petisme, Dibujos de Jean Cocteau, Daniel Garbade, Roberto González Fernández, ISBN 84-7683-113-7
- Signos 7,1989, con Rafael Pérez Estrada, Rafael Sánchez Mazas.Juan Lamillar, Rafael Ballesteros, entre otros, ISBN 84-7683-114-5,1989
- Signos 8,1990, con Jaime Gil de Biedma, Luis Antonio de Villena, Vicente Huidobro, Julio Martínez Mesanza,e. o. y con dibujos originales de Chema Tato, ISBN 84-87095-50-4
- Signos 9/10 con Rafael Alberti, Jean Cocteau, Sandro Penna, con dibujos de Rafael Alberti, ISBN 84-87095-67-
- Signos 11/12, con Paul Verlaine, José Infante, Luis Antonio de Villena, OCLC:77617403, https://www.worldcat.org/title/signos-1112/oclc/77617403&referer=brief_results
- Frederico Leal: El sueño de los días, Madrid 1998, Editor Signos: ISBN 84 8374 014 1
- Leopoldo Alas: La condición y el tiempo, Madrid 1992, , ISBN 8480620005 9788480620000, https://www.worldcat.org/title/condicion-y-el-tiempo/oclc/27028188&referer=brief_results